# チェリオ (飲料)

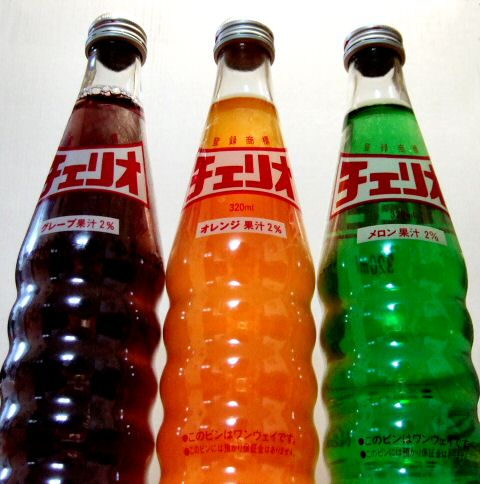
チェリオグレープ、オレンジ、メロン。関東中心に売られていたワンウェイ瓶

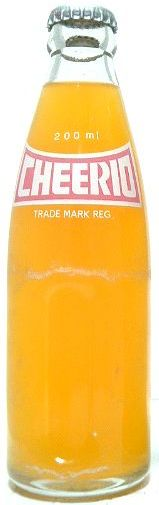
チェリオオレンジエード瓶。中部地区限定のリターナブル瓶

チェリオは、株式会社チェリオコーポレーションによって製造・販売されている日本の炭酸飲料である。

## 概要
2015年現在は1965年販売開始とされているが、過去には1963年、1964年、1967年と公表したこともあり諸説ある。正式名称は「チェリオグレープ」や「チェリオオレンジ」「チェリオアップル」などで、チェリオという単独の名前の商品は無い。
元々は日本セヴンアップ飲料他、セブンアップ（7UP）のボトラーがコカ・コーラのファンタの成功を見て、アメリカで販売されていたハウディを改名して発売したのが始まりである。セブンアップの日本法人はハウディのままで販売をしたかったが、アメリカ本社の許可が降りずに瓶の形状のみ流用した形でチェリオの発売に至った。その関係からかつては瓶入りのチェリオが自動販売機や店頭などで、セブンアップと並んで売られていた。近年、種類も増え、缶やペットボトル入りのものが主流となっている。
瓶入りのチェリオは、オレンジ・グレープが従来の296mlリターナブル瓶で、オレンジエード（炭酸無し）、コーラ、クラブソーダが200mlリターナブル瓶で中部地方を中心に販売されていた。かつては関東でもリターナブル瓶入りのチェリオが販売されていたが、瓶の回収が困難になったことに加えて生産拠点が廃止されたために320mlのワンウェイ瓶での販売となった。この製品は従来のリターナブル瓶製品よりも量が約25ml増で果汁入りとなったが、それも2006年頃をもって終了した。関西では自社生産の停止後、オレンジとグレープの296mlリターナブル瓶をチェリオ中部より調達して販売していたが、これも90年代末に中止された。最後まで販売されていた中部地方でも少なくとも2020年3月頃までは販売されていたが遅くとも2021年8月時点で販売を終了している。
カロリーゼロでサイズの大きな「メガシリーズ」（700ml）が夏季限定で発売された。　2010年から自販機にて「メロン」/「パインサイダー」/「ブルーサイダー」のペットボトル版（500ml）が発売されている。 2012年からスーパーマーケットなどで「スポーツドリンクサイダー」/「スイカサイダー」/「ブルーサイダー」のペットボトル版（700ml）が発売されている。2013年から自動販売機で「フルーツパンチ味」のペットボトル版（500ml）が発売されている。
びん入り飲料が主流だった昭和50〜60年代ころまでは、競合製品に比べて内容量が多いこともあって各地の駄菓子屋で部活帰りの中学生や高校生たちによく飲まれていた。そのため、2007年に映画「ALWAYS 続・三丁目の夕日」のキャンペーンとして、2012年に映画「ALWAYS 三丁目の夕日'64」のキャンペーンとして、セブンイレブンでワンウェイ瓶（使いきり）でグレープ・オレンジ味が販売された。以前はオレンジなどの柑橘系だけでなく、ミルクコーヒーなども瓶入りで発売されていた。

## かつて販売された瓶入りチェリオの種類
- オレンジ（296ml）
- グレープ（296ml）
- オレンジエード（200ml）
- クラブソーダ（200ml）
- コーラ（200ml）
- オレンジ（320mlワンウェイ瓶 関東のみ）
- グレープ（320mlワンウェイ瓶 関東のみ）
- メロンソーダ（296ml・320mlワンウェイ瓶 関東のみ）
- アップル（296ml・320mlワンウェイ瓶は関東のみ）
- グレープフルーツ（296ml）
- スポーツコーラ（296ml　ペプシコーラを扱わない日本セブンアップ飲料のみの扱い）
- ストロベリー（200ml・296ml）
- レモン（200ml・296ml）
- レモンライム（200ml 中部のみ）
- メロンソーダ（200ml 中部のみ）
- イチゴソーダ（200ml 中部のみ）
- レモンスカッシュ（320mlワンウェイ瓶 関東のみ）
- 青リンゴ（200ml）
- スポーツ（無炭酸・200ml）
- バナナ（無炭酸・200ml）
- コーヒー（無炭酸・200ml　関西のみ）

## かつて使用されたチェリオの瓶の種類
- 関東地方で販売されていた200mlリターナブル瓶は山の絵とチェリオの「CH」をかたどったロゴマークをプリントした瓶であった。生産拠点の関東撤退後も、他社によって瓶が再利用されていた（業務用のサワー類等）。
- 中部地方ではボトラーがペプシコーラも扱う「中部ペプシコーラボトリング（後のチェリオ中部）」だった関係で、ペプシのミリンダの瓶に上書きでチェリオのロゴをプリントした瓶が再利用されていた。また、セブンアップ飲料(関西)でもコーヒー用にミリンダの瓶が同じ方法で再利用されていた。
- 沖縄地方では商標の関係からか、アメリカのセブンアップが販売していたハウディを販売、一部の瓶は本土から持ってきたチェリオの瓶にハウディのラベルを貼って使用していた。